# 進行波管

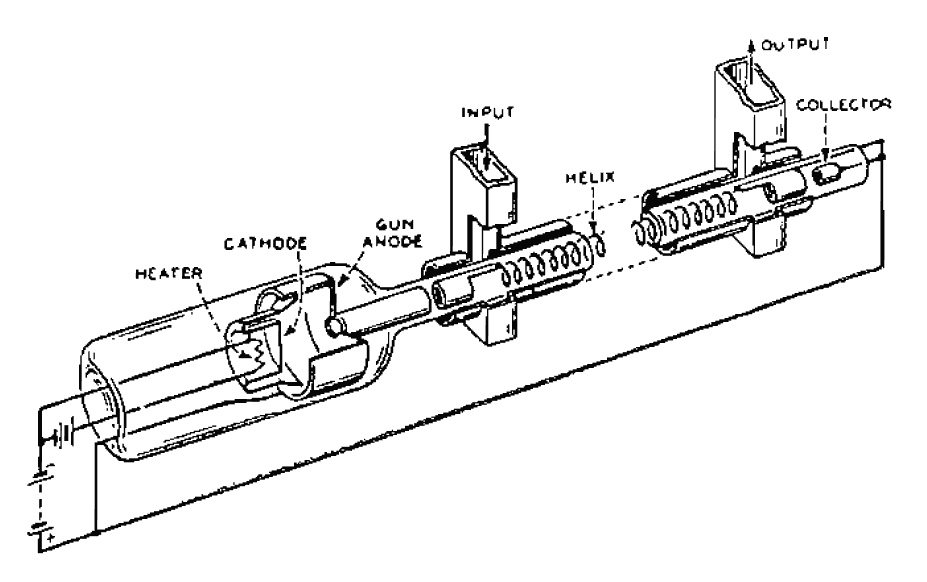

進行波管（英語: Traveling Wave Tube）とは、大電力の高周波増幅用として使われる電子管である。

## 概要
1942年に、イギリスのルドルフ・コンフナーによる着想で始まり、1947年にアメリカ合衆国のジョン・R・ピアースによって理論が確立された。進行波管は真空中で電子銃から出た電子流の速度が、同方向に進む遅延回路上の電波の速度にほぼ等しいときに、軸上の電界と電子との間に生じる相互作用を利用して、マイクロ波の増幅を行う。なお電子流は、最後にコレクタ（集電極）に集められる。
遅延回路の軸上の波数が多いため、電子との相互作用が高まり、高い利得が得られ、なおかつ、空洞共振器がないので増幅の帯域幅が広いという特徴を有しており、現在でも放送衛星・通信衛星・レーダーなど大出力空中線電力を要する分野では、トランジスタや化合物半導体増幅器を凌駕しているため使用されている。
日本では、マイクロ波による電話回線とテレビ中継を目的として開発が進められ、1952年にテレビ中継用として使用され、1954年には日本電信電話公社の基幹通信回線に使用された。

## 文献
- 「進行波管のあらましとTWTアンプの実際」『RFワールド』第9巻、CQ出版、2010年3月、97-108頁。